# Atlas saharien
L'Atlas saharien (en tamazight : ⴰⵟⵍⴰⵚ ⵏ ⵜⵉⵏⵉⵔⵉ, en arabe : الأطلس الصحراوي), ou présaharien, est la partie méridionale du massif de l'Atlas. Il s'étend du Maroc, dans la région de Bouarfa, et passe par l'Algérie, où il est bordé au nord par les Hauts Plateaux. En Tunisie la chaîne s'abaisse vers le golfe d'Hammamet, et, plus au sud, longe les rives septentrionales du chott el-Jerid. Le plus haut pic de la chaîne est le djebel Chélia, dans le massif de l'Aurès (Algérie), à 2 328 m d'altitude.

## Géographie
L'Atlas saharien comprend plusieurs ensembles d’ouest en est : les monts des Ksour (2 236 m au djebel Aïssa), le djebel Amour, les monts des Ouled Naïl, les monts des Zibans, le massif de l'Aurès (2 328 m au djébel Chélia), les monts des Nemencha, les monts de Tébessa et la dorsale tunisienne,, ainsi que les monts du Hodna qui le relient à l’Atlas tellien.
Il précède les hauts plateaux du Sahara.